# The Grass Is Blue
The Grass Is Blue è il trentasettesimo album in studio dalla cantante statunitense Dolly Parton, pubblicato il 26 ottobre 1999 dalla Sugar Hill Records.

## Il disco
The Grass Is Blue ebbe un buon successo di pubblico (posizionandosi al 24º posto nelle classifiche di vendita statunitensi) e fu fra i lavori di Parton più apprezzati dalla critica, vincendo tra l'altro il Grammy come miglior album di genere bluegrass. Insieme al film Fratello, dove sei? (uscito nelle sale cinematografiche l'anno successivo), l'album contribuì a rivitalizzare l'interesse del pubblico statunitense per il bluegrass all'inizio degli anni 2000.
La lista dei brani comprende sia standard bluegrass (come Silver Dagger, una ballata del XIX secolo già interpretata da Joan Baez) che composizioni originali di Parton, e una cover di un brano di Billy Joel. La titletrack The Grass Is Blue è una delle composizioni di Parton maggiormente apprezzate, ed è stata interpretata anche da Norah Jones su un tribute album dedicato a Parton nel 2003. Un'altra composizione originale, Steady as the Rain, era stata originariamente scritta per la sorella di Dolly, Stella Parton, che nel 1979 aveva intrapreso la carriera di cantante pubblicando un singolo di successo.

## Tracce
I brani sono di Dolly Parton eccetto dove altrimenti specificato.
1. Travelin' Prayer (Billy Joel)
2. Cash on the Barrelhead (Charlie Louvin e Ira Louvin)
3. A Few Old Memories (Hazel Dickens)
4. I'm Gonna Sleep with One Eye Open (Lester Flatt e Earl Scruggs)
5. Steady as the Rain
6. I Still Miss Someone (Johnny Cash e Roy Cash Jr.)
7. Endless Stream of Tears
8. Silver Dagger (tradizionale)
9. Train, Train (Shorty Medlocke)
10. I Wonder Where You Are Tonight (Johnny Blond)
11. Will He Be Waiting for Me
12. The Grass Is Blue
13. I Am Ready (Dennison)